# Foo Fighters
A Foo Fighters egy amerikai rockegyüttes, amelyet a Nirvana együttes korábbi dobosa, Dave Grohl alapított 1994-ben. A név a második világháborús 'foo fighter' kifejezésből származik, amelyet a titokzatos légi jelenségekre használtak.
Az együttes szinte az egész világon ismertségre tett szert számos slágerükkel, ilyenek például: This Is a Call, Everlong, Learn to Fly, All My Life, Times Like These, Best of You, DOA, és a The Pretender. A zenekar összesen tizenöt Grammy-díjat nyert, öt albumuk (There Is Nothing Left to Lose, One by One, Echoes, Silence, Patience & Grace, Wasting Light és Medicine at Midnight) a legjobb rockalbum kategóriában nyert, ezzel a legsikeresebb Grammy-díjas rockegyüttesek egyike. A tizenegy stúdióalbumon kívül számos filmzenében is közreműködtek. 2021-ben a Rock and Roll Hall of Fame tagjaként iktatták be a zenekart (az első beiktatásra alkalmas évben).

## Története

### A megalakulás és adebütáló album(1994–1995)
Dave Grohl négy évig volt a Nirvana dobosa. A legtöbb Nirvana-rajongó számára viszont nem ismeretes, hogy ezalatt Grohl számos saját szerzeményt írt. Ezeket stúdiókban felvette, majd kiadta Late! álnéven (Pocketwatch-kazetta).
Kurt Cobain halála után hat hónappal Dave Grohl stúdióba vonult Seattle-ben barátjával és producerével, Barrett Jones-szal. Minden hangszeren Grohl játszott, kivéve az egyik szám gitárját (az X-Static-et Greg Dulli, a The Afghan Whigs énekese és ritmusgitárosa játszotta). A zenészt ezután elcsábították a Capitol Records-hoz, majd a demókon megcsinálták a keverést, aminek az eredménye a Foo Fighters első albuma lett, ami a majdan létrejövő együttes nevén jelent meg.
Grohl nem szerette volna, hogy a Foo Fighters egy szóló projekt legyen, ezért zenésztársakat keresett. Krist Novoselic (Nirvana, Sweet 75, Eyes Adrift) esélyes volt az együttesbe való bekerülésre, de egyikük sem szerette volna, ha az új zenekar a Nirvana újjászületése lett volna. Grohl ezért Nate Mendel-t és William Goldsmith-et, a Sunny Day Real Estate basszusgitárosát és dobosát szerződtette le. Belépett Pat Smear (Germs, Nirvana) másodgitáros is, aki a Nirvana In Utero c. lemeze óta nem hivatalos tagja volt a Nirvana-nak. Az újonnan megalakult Foo Fighters turnézni indult 1995 tavaszán.
Első koncertjüket 1995. február 19-én, Seattle-ben tartották. Az együttes első kislemezét 1995 júniusában jelentették meg This Is A Call néven, a névadó albumot pedig a következő hónapban. Az ezt követő időt turnézással töltötték, augusztusban először léptek fel a Reading Festivalon Angliában.
Az album a Billboard 200 listán a #23 helyezést érte el.

### The Colour and the Shape (1996–1997)

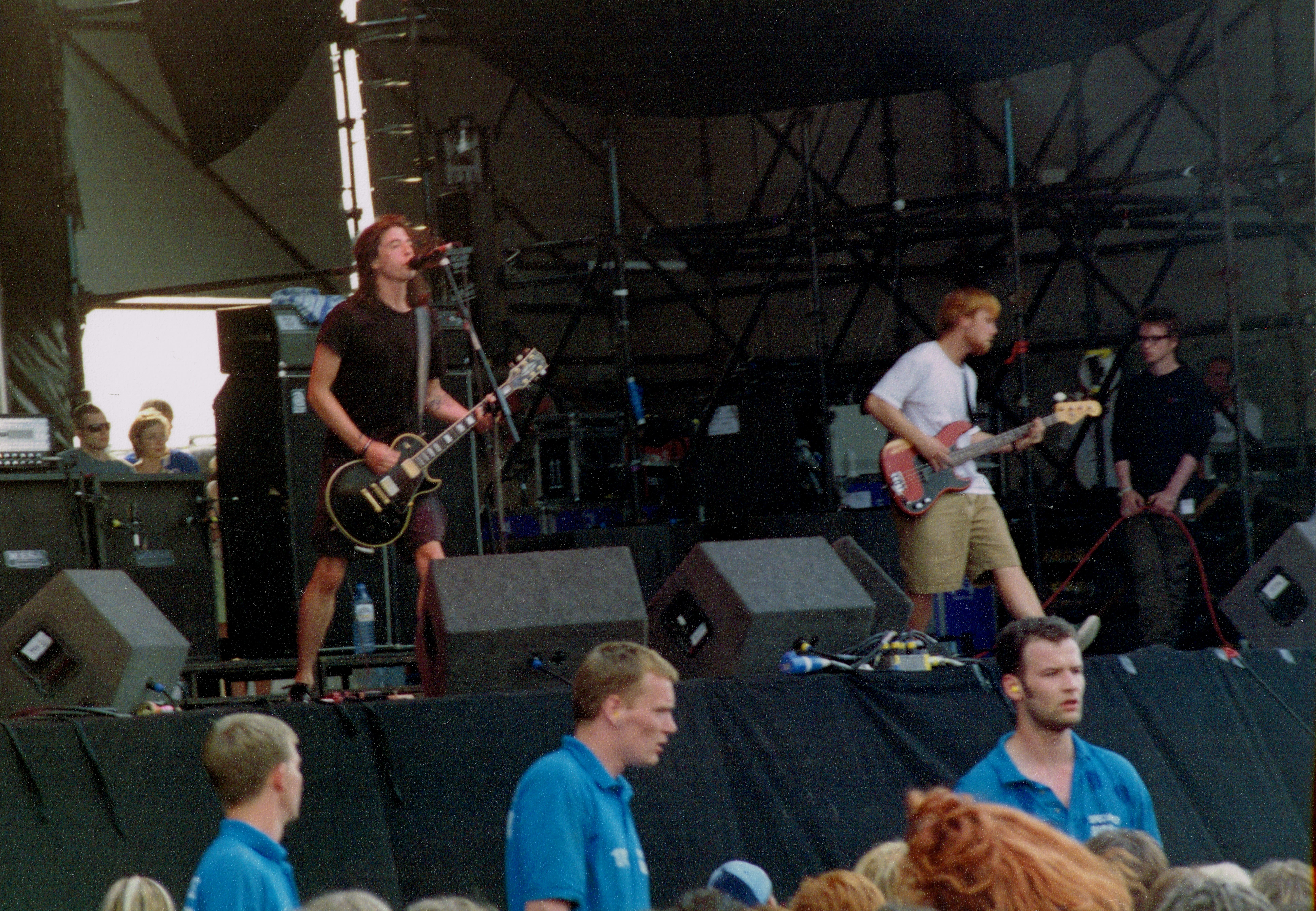
A Foo Fighters a Phoenix Festival-on, 1996-ban

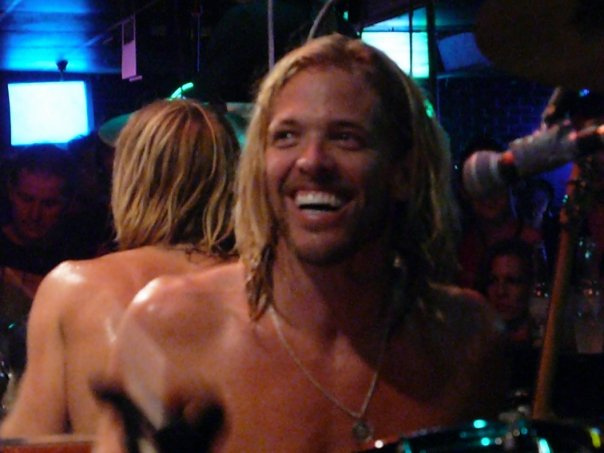
Taylor Hawkins 1997-ben csatlakozott a zenekarhoz (a felvétel 2012-ben készült)

Az 1996-os tavaszi turné után a zenekar Gil Norton producerrel Seattle-ben stúdióba vonult, hogy felvegyék második albumukat, a The Colour and the Shape-et. A felvétel alatt konfliktus tört ki Grohl és Goldsmith között, aminek az eredménye az lett, hogy a dobosnak el kellett hagynia a zenekart. A zenekar átköltözött Los Angeles-be, hogy az egész albumot újra felvegyék, de már Grohl ült a dobok mögött. Az album 1997. május 20-án jelent meg.
Mivel a turnéra muszáj volt egy dobost szerezniük, Grohl kapcsolatba lépett Taylor Hawkins-szal (Alanis Morissette). Grohl meglepődött, amikor Hawkins önként jelentkezett a posztra. Az 1997-es MTV Video Music Awards-szal egyidőben Pat Smear bejelentette, hogy távozik a csapatból. Megüresedett helyére Franz Stahl lépett, aki a Scream-ben együtt zenélt Grohl-lal.
Az album a Billboard 200 listán a #10 helyezést érte el.

### There Is Nothing Left to Lose (1998–2001)
Stahl még a Foo Fighters harmadik stúdióalbumának, a There Is Nothing Left to Lose felvétele előtt kilépett. A hátramaradt trió, Grohl, Mendel és Hawkins a következő néhány hónapot az új album felvételével töltötték. Az album megjelenése előtt Gary Gersht, a Capitol Records elnökét elbocsátották, ezért a Foo Fighters átszerződött az RCA Recordshoz (Gersh a korábbi Nirvana-menedzserhez, John Silvához csatlakozott, hogy megalapítsák a GAS Entertainment-et). Az album 1999. november 2-án jelent meg. Ezután a zenekar meghallgatott néhány gitárost, és Chris Shiflett mellett döntöttek, aki korábban a No Use for a Name és a Me First and the Gimme Gimmes tagja is volt. Shiflett egyelőre csak a turnékon szerepelt, teljes mértékben csak a negyedik album felvétele előtt lett "foo fighter".
2000 februárjában David Letterman meghívta az együttest műsorába, ahol így konferálta fel őket: "A kedvenc zenekarom a kedvenc számomat játssza." (Az Everlong c. számot játszották el ekkor.)
Ugyanebben az évben a Foo Fighters megalapozta a Queen-nel való kapcsolatát. A Queen gitárosa, Brian May játszotta a Pink Floyd-feldolgozás Have A Cigar c. számot, ami a Mission Impossible 2 filmzenéjeként jelent meg. Amikor a Queent meghívták a Rock and Roll hírességek csarnokába 2001 márciusában, Grohlt és Hawkinst is meghívták, és az így összeállt csapat egy számot adott elő (Tie Your Mother Down). 2002 májusában May közreműködött a Foo Fightersszel két számban (Tired Of You, Knucklehead). Ezt követően a két zenekar többször lépett fel együtt, például a VH1 Rock Honors c. adásban, és a Foo Fighters Hyde Park-beli koncertjén is.
Az album a Billboard 200 listán a 10. helyet érte el.

### One by One (2001–2004)
2001 vége felé az együttes felvette a negyedik albumát. Miután négy hónapot töltöttek az album befejezésével egy Los Angeles-i stúdióban, Grohl besegített a Queens of the Stone Age-nek elkészíteni a 2002-es Songs for the Deaf c. albumukat. A lemez befejezése inspirálta Grohl-t. Grohl és Hawkins eldöntötték, hogy újra felveszik az albumon szereplő összes számot a zenekar virginiai stúdiójában, mindössze 10 nap alatt. A végső album 2002 októberében jelent meg One by One címmel (Hawkins az első verziót tréfásan úgy említi, mint "Millió Dolláros Demo").
A zenekar a története nagy részében távol tartotta magát a politikától, azonban 2004-ben George Bush a Times Like These c. számot használta a kampányában, ezért Grohl úgy döntött, hogy támogatni fogja John Kerryt a körútján. Grohl fellépett ezeken a rendezvényeken és néha még elő is adott néhány akusztikus számot. Ez a kampánykörút ihlette Grohlt a következő album címének adásakor.
Az album a Billboard 200 listán a 3. helyet érte el.

### In Your Honor (2005–2006)

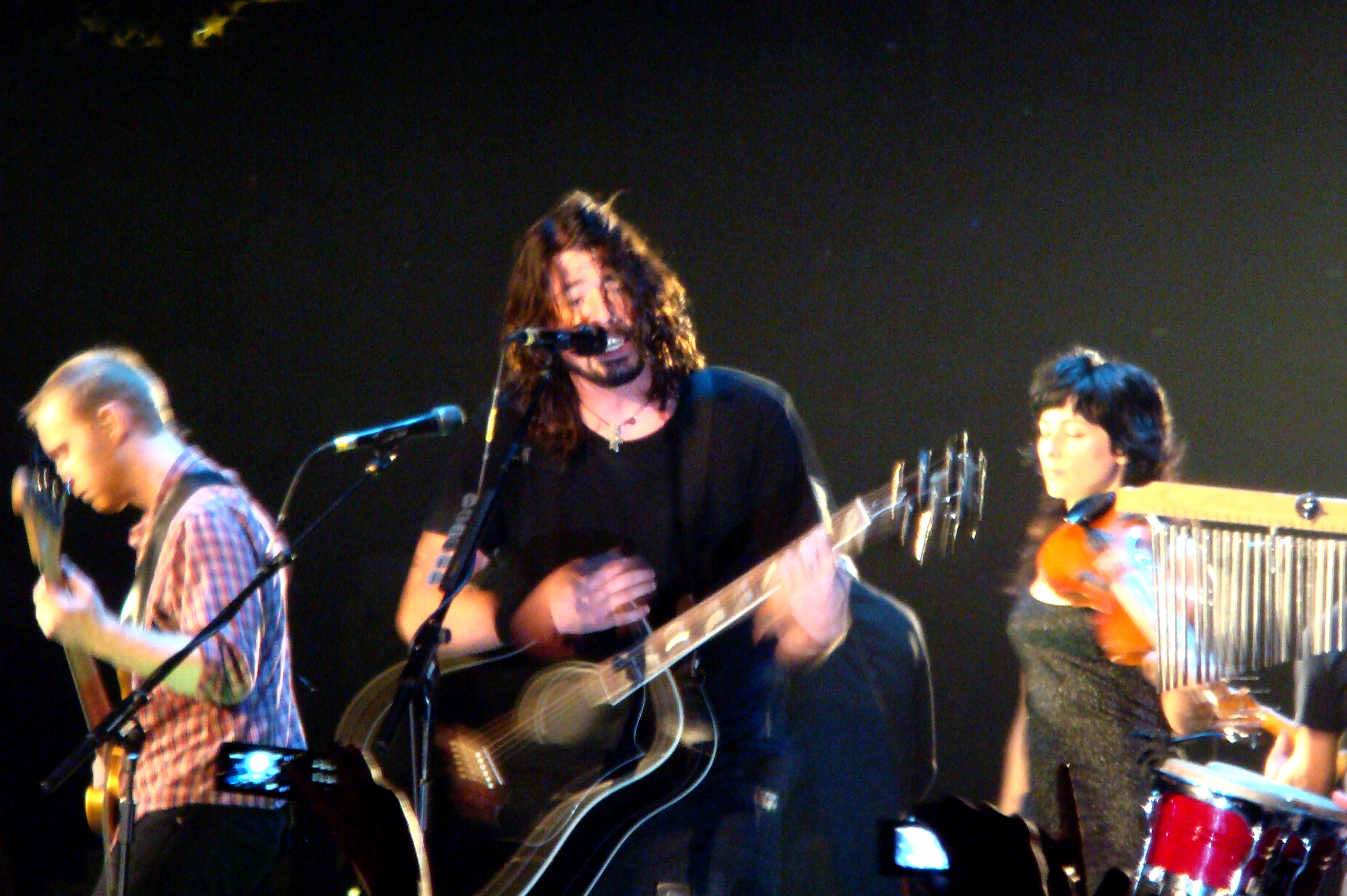
A Foo Fighters egy akusztikus koncerten

Egy és fél évvel a One by One koncertsorozat után Grohl nem akart sietni a következő stúdióalbum felvételével. Kezdetben Grohl saját maga írt akusztikus anyagokat, később az egész zenekar csatlakozott a projekthez. A zenekar tagjai Los Angeles-be utaztak, hogy rögzítsék az ötödik stúdióalbumukat. Az In Your Honor 2005 júniusában jelent meg. Ez egy duplalemezes kiadás, lemezenként 10 számmal. Az első lemezen a rockosabb dalok, a másodikon szelídebb, akusztikus dalok kaptak helyet.

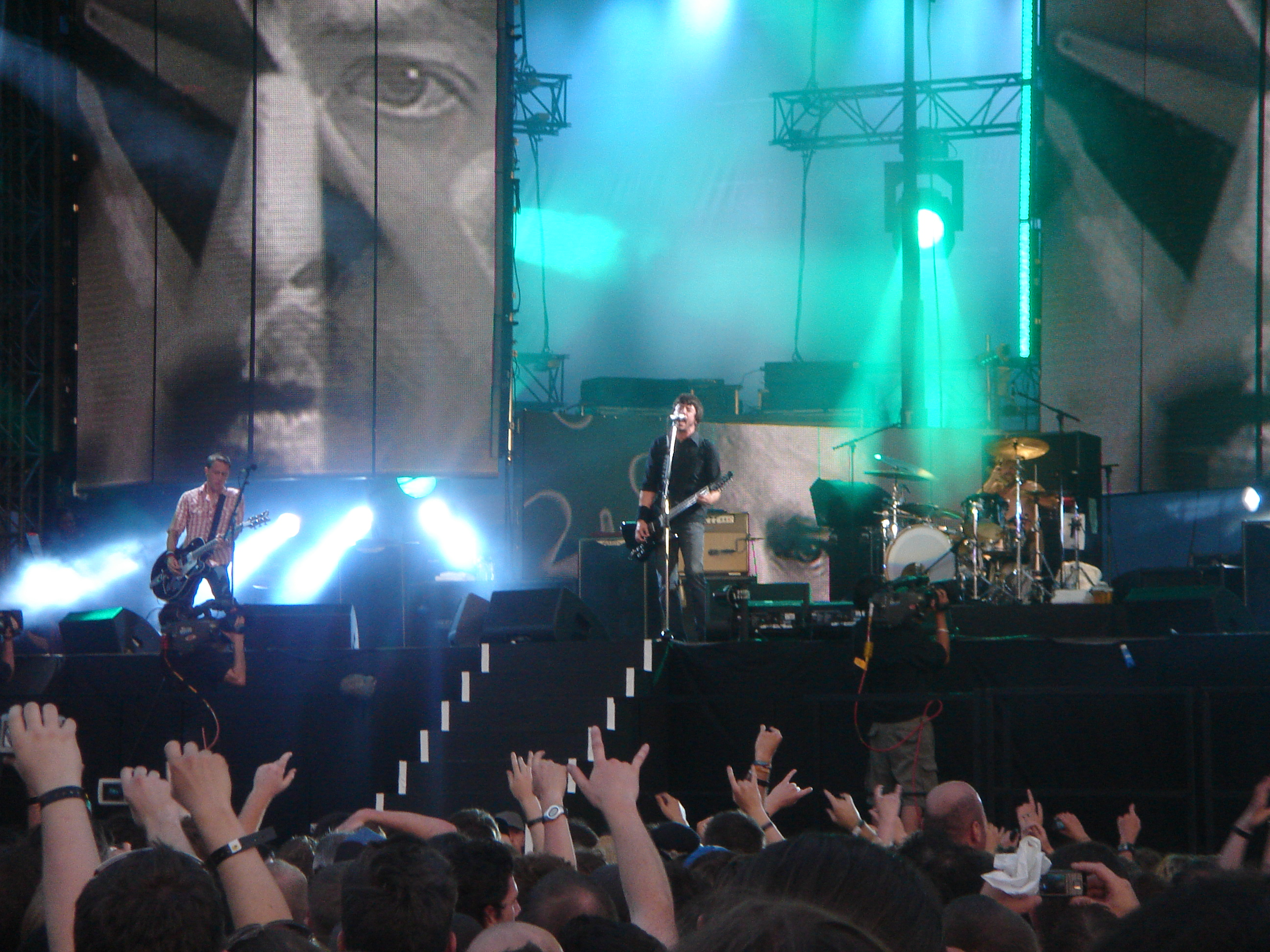
A Foo Fighters a Hyde Parkban, 2006-ban

Bár Grammy-díjat ezzel a duplalemezzel nem nyertek, azért az együttes több slágere is ide köthető: No Way Back, Best of You, DOA. A második lemez akusztikus dalait színháztermekben adták elő. A legnagyobb ilyen típusú előadás Hollywoodban volt.
Az album a Billboard 200 listán a #2 helyezést érte el.
A zenekar 2006 nyarán úgy döntött, hogy egy rövid akusztikus turnét indít. Ezen a turnén több zenész között a korábbi gitáros, Pat Smear is részt vett. A Skin and Bones egy élőfelvételes kiadás, 2006-ból. Az In Your Honor második lemezén lévő akusztikus dalokat adták elő színháztermekben, a Skin And Bones a hollywood-i koncert felvétele.
Érdekessége, hogy az együttes legkedvesebb számai (Times Like These, Everlong, My Hero stb.) át lettek írva akusztikus hangszerelésre, egy lágyabb formára. A DVD és a hanglemez névadó dala (Skin and Bones) stúdióalbumon nem szerepelt azelőtt.
A Skin And Bones-t és a Foo dalok akusztikusra átírt verzióját azóta nagykoncerteken is előadják.

### Echoes, Silence, Patience & Grace és a Greatest Hits (2007–2009)

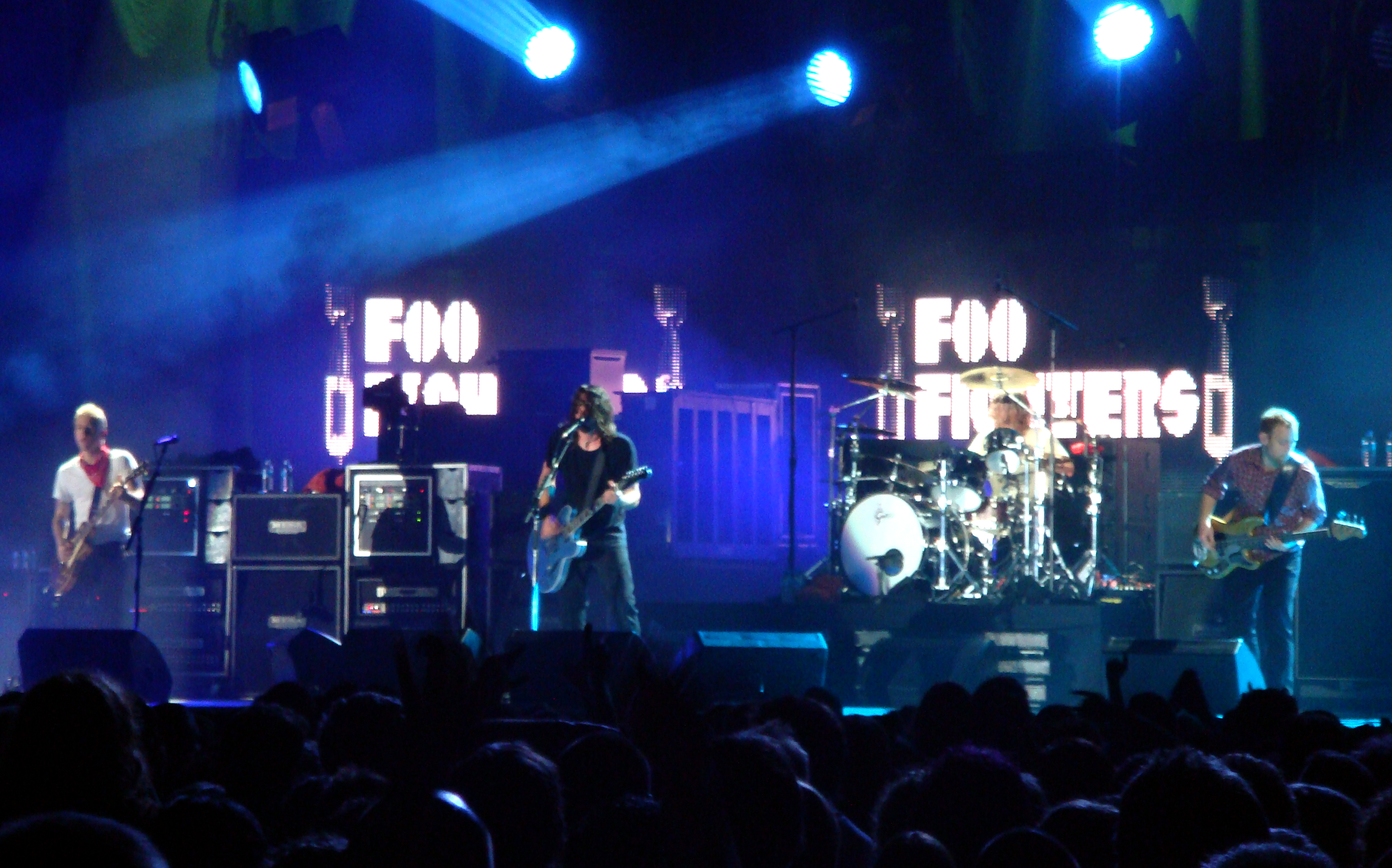
A zenekar egy koncerten, 2007-ben

Az In Your Honor című albumot követően a zenekar úgy döntött, hogy a The Colour and the Shape-nél is producerkedő Gil Norton-t hívják készülő albumukhoz. Egy XFM-mel készült interjú során Grohl megjegyezte, hogy már alig várja, hogy kiteljesedjen az együttes jellegzetes hangja: "Az album amit készítünk tipikus Foo Fighters album lesz, de határozottan felfedezhetők benne az új irányvonalak is. Király lesz, imádom." Az új album, az Echoes, Silence, Patience & Grace 2007. szeptember 25-én jelent meg a boltokban. Az album első dala a The Pretender augusztusban debütált a rádiókban. Az albumot 2008-ban öt Grammy-díjra jelölték, ebből kettőt nyert meg ("A Legjobb Rock Album" és "A Legjobb Hard Rock Teljesítmény", a The Pretender számmal). 2007-ben az európai MTV Music Awardson Pat Smear megerősítette, hogy újra csatlakozik a zenekarhoz.
Az album a Billboard 200 listán a 3. helyet érte el.

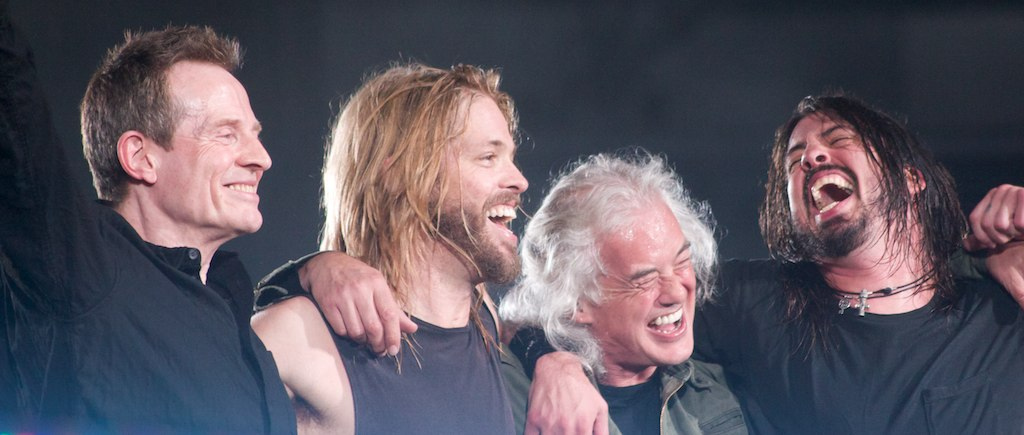
John Paul Jones, Taylor Hawkins, Jimmy Page, és Dave Grohl egy koncerten 2008-ban, Londonban, a Wembley Stadionban

Nem sokkal a felvételek után, 2008. június 7-én az együttes részt vett a Live Earthön a Wembley Stadionban (London, Anglia) utolsó előtti fellépőként. Az eseményen egyértelműen ők kapták a legnagyobb biztatást a rajongóktól. Később nyáron, a zenekar élvonalbeli szereplője volt a V Festivalnak (2007), ahol egy meglepetés akusztikus koncertet is adtak a Channel 4 színpadon 606 név alatt (Grohl úgy határozta meg a 606-os számot, mint kedvenc számát, és az együttes mindkét stúdióját is így hívják (Studio 606)). Az Echoes, Silence, Patience & Grace turné alatt a csapat új számokat gyakorolt. Miután a turnét befejezték, a zenekar 13 új számot rögzített a 606-os stúdióban. Röviddel ezután a zenekar bejelentette, hogy egy időre szünetelteti a turnézást (a szünet 2011 januárjáig tartott).
2009. november 3-án az együttes kiadott egy válogatásalbumot, a Greatest Hitset, ami két új dalt tartalmaz (Word Forward és Wheels). Ezek a dalok egy gyakorláson lettek felvéve a Echoes, Silence, Patience and Grace és a Wasting Light albumok kijövetele között. A válogatásalbum promóciója érdekében a zenekar egy koncertet adott, ami a 606-os stúdióban zajlott le 2009 októberében. Ezt a koncertet élőben, online közvetítették.

### Wasting Light (2010–2012)

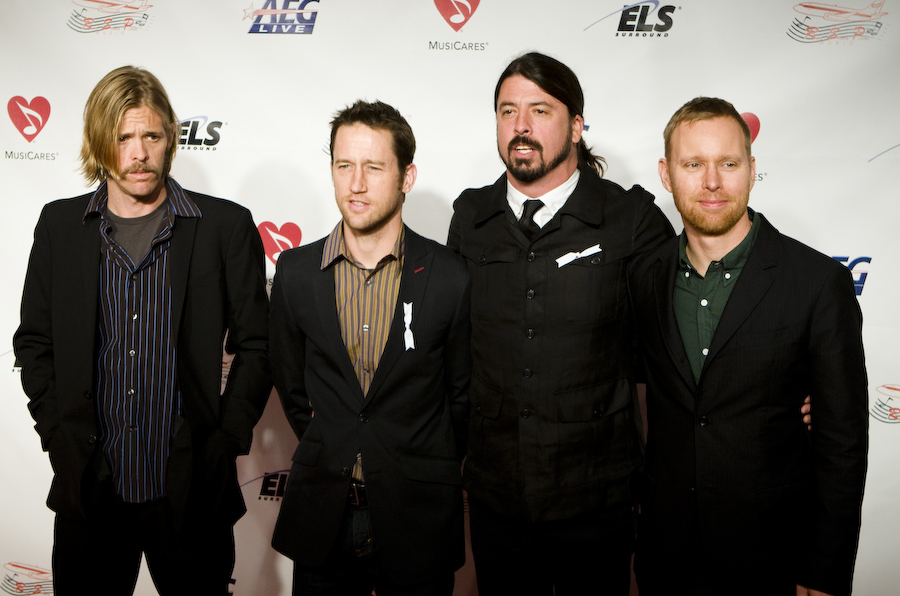
A Foo Fighters 2009-ben. Balról jobbra: Hawkins, Shiflett, Grohl, Mendel

A nyolcadik stúdióalbum, a Wasting Light munkálatai 2010 augusztusában kezdődtek Butch Vig producerrel, aki korábban a Greatest Hits-en megjelent 2 új dal illetve (többek között) a Nirvana Nevermind című lemezének elkészítését is irányította. A felvételek Dave Grohl garázsában készültek kizárólag analóg eszközök segítségével. Az albumon többek közt Krist Novoselic és Bob Mould is játszik. Butch Vig azt mondta az MTV-nek, hogy az egész album teljesen analóg volt, egészen a poszt-masterelésig. Az albumot hat Grammy-díjra jelölték, ebből ötöt megnyert.
A Wasting Light az első Foo Fighters lemez, ami első helyet szerzett a Billboard 200 listán. Ezzel a lemezzel vált újra teljes jogú taggá Pat Smear.
A lemez első kislemeze a Rope, ami 2011 februárjában lett hallható a rádiókban. A zenekar kiadott egy feldolgozásokat tartalmazó albumot, a Medium Rare-t.
A Wasting Light mellett egy dokumentumfilmet is kiadtak, amit az Oscar-díjas James Moll rendezett. A Back and Forth az album felvételének dokumentálásán kívül a Foo Fighters történetét is feldolgozza, a Nirvana szétesésétől Grohl zenekar-alapításán keresztül a 2011-es állapotig. A filmben az összes jelenlegi és korábbi tag, valamint Butch Vig is megszólal. Az SXSW fesztiválon való debütálása után Austin-ban 2011. március 15-én, végül 2011 júniusában jött ki DVD-n.
A 2011 MTV Video Music Awards-on a zenekar elnyerte a legjobb rock videónak járó díjat a Walk videóklipjével.

### Sonic Highways (2013–2015)
Annak ellenére, hogy a Wasting Light turné után a zenekar szünetet tartott, Grohl 2013 januárjában azt nyilatkozta, hogy a zenekar elkezdte a következő stúdióalbumon szereplő anyagok megírását. 2013. február 20-án, a Brit Awards-on Grohl azt mondta, hogy már a következő napon visszautazik Amerikába, hogy elkezdhesse a következő album munkálatait. Az XFM-nek Grohl elmondta, hogy a következő albumot 2014-ben szeretnék kiadni.
2013. szeptember 6-án Shiflett egy képet tett közzé az Instagram-on, amin az látszik, hogy 13 számot készülnek felvenni az új albumra. Butch Vig, aki a zenekar Wasting Light albumán is dolgozott, Twitteren 2013 augusztusban megerősítette, hogy ő lesz az album producere.
Az zenekar megerősítette, hogy véget vet a szünetnek, és két koncerten is játszanak Mexikóvárosban, Mexikóban 2013. december 11-én és 13-án. 2013. október 31-én egy videó jelent meg a Foo Fighters hivatalos YouTube csatornáján, amiben egy motoros szerepel (Erik Estrada), aki meghívásokat oszt szét a zenekar tagjainak, hogy játsszanak Mexikóban.
2014. január 16-án egy képet tettek közzé a Foo Fighters hivatalos Facebook-oldalán, amin több szalag is látszik, a "LP 8" felirattal együtt. 2014. május 15-én bejelentették, hogy a nyolcadik stúdióalbumukat 2014 novemberében adják majd ki, valamint azt, hogy a Foo Fighters egy HBO televíziós sorozattal szeretné megörökíteni az albumot és a zenekar 20. évfordulóját. Ez a sorozat a Foo Fighters: Sonic Highways, amit Dave Grohl rendezett. 2014. július 30-án, Butch Vig közzé tette, hogy a Foo Fighters befejezte a felvételeket és az új album mixelését, valamint azt, hogy az album egy hónappal a televíziós sorozat első epizódja után fog megjelenni.
A zenekar bejelentette, hogy 2014. december 10-én Fokvárosban, december 13-án pedig Johannesburgban játszik majd. Az 'Invictus Games'-en játszanak, 2014. szeptember 14-én. Ez lesz az első koncertjük Angliában, mióta a Reading Festival-on játszottak 2012-ben.
2014. augusztus 8-án a zenekar egy rövid felvételt tett közzé. A felvétel címe egyszerűen csak egy "8". Ezen a felvételen Grohl az "All Rise" szavakat kiabálja. Augusztus 11-én bejelentették, hogy a Foo Fighters új stúdióalbuma a Sonic Highways nevet fogja viselni, és 2014. november 10-én jelenik meg. 2014. október 16-án megjelent a lemez első kislemeze, a Something from Nothing, majd az ígért napon a lemez is. A zenekar egy nemzetközi turnét is meghirdetett (Sonic Highways World Tour), mely során 2014 decemberében Dél-Afrikában, 2015 januárjában Dél-Amerikában játszottak. A turné 2015 februárban és márciusban Ausztráliában és Új-Zélandon folytatódott.
2015. május 20-án a Foo Fighters volt az utolsó fellépő a Late Show with David Letterman című talkshowban, mikor David Letterman pontot tett 33 éves éjszakai talkshow-karrierjére. A műsor egy, Letterman kiemelt pillanataiból összeállított anyag volt, miközben a zenekar az Everlong c. dalt játszotta. Letterman elmondása szerint ez sokat jelentett számára a 2000-ben történt nyitott szívműtétje után. A zenekar a nemzetközi turnét késleltette, hogy megjelenhessen a műsorban. A turné 2015. május 24-én folytatódott, mikor a BBC Radio 1's Big Weekend eseményen játszottak Norwichban, Angliában.

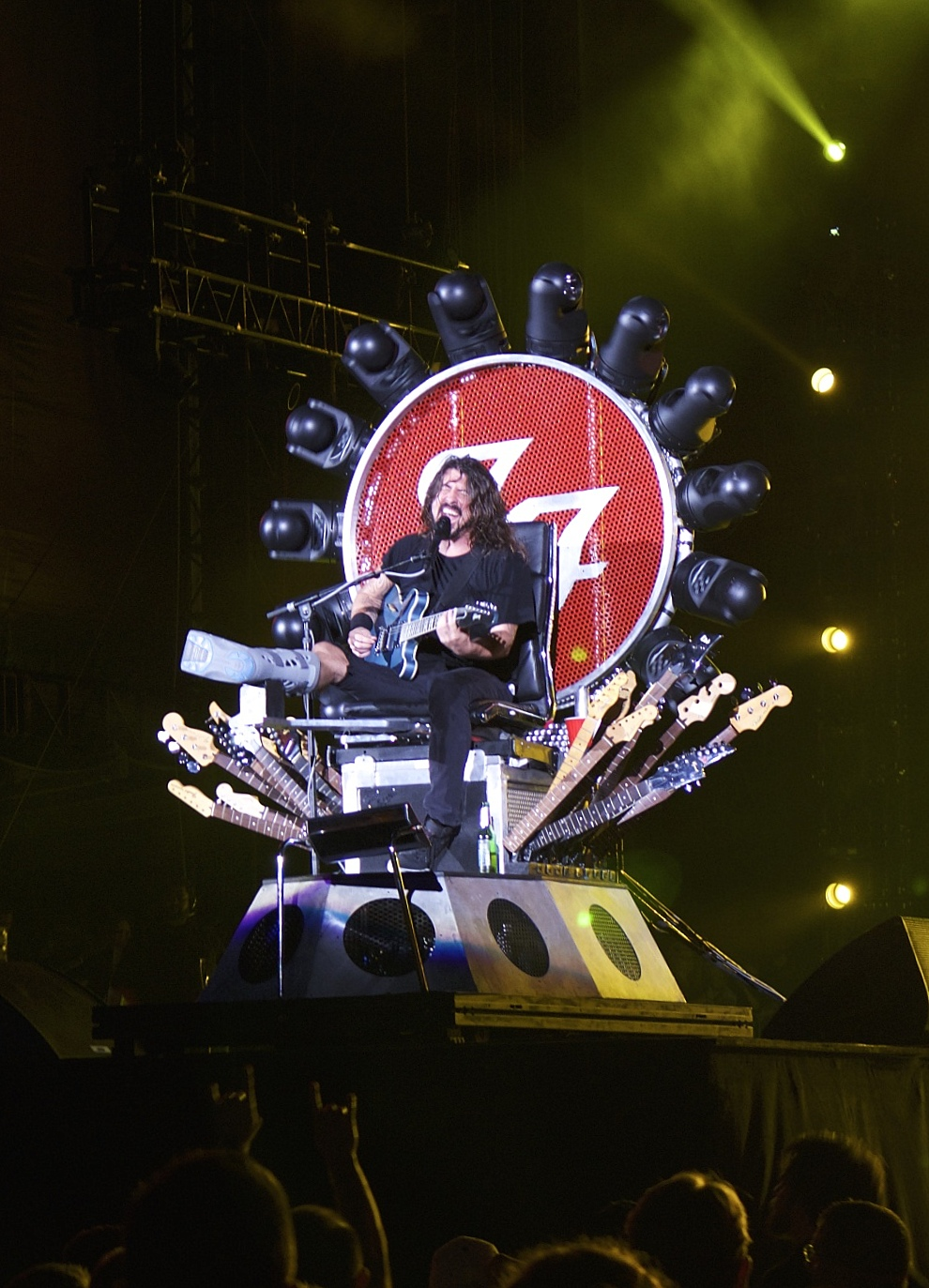
Grohl egy egyedi gyártású trónon játszik a Fenway Parkban, miközben törött lába gyógyulófélben van, 2015-ben

2015. június 12-én Göteborgban, Svédországban Grohl a második dal közben leesett a színpadról és eltörte lábát.  A zenekar tovább játszott, miközben Grohl orvosi ápoláson ment keresztül. Grohl ezután visszatért a színpadra, majd egy székben ülve tovább játszotta a zenekar műsoridejének utolsó két óráját, miközben egy orvos a lábát stabilizálta. A koncert után Grohl-t Londonba szállították, ahol megműtötték. Az orvosok hat fém rögzítőt helyeztek a lábába. 2015. június 16-án bejelentették, hogy Grohl sérülése miatt az összes hátralévő európai turnéfellépést törlik.
2015 júliusában ezer olasz rajongó vett részt a Rockin’ 1000 eseményen az olaszországi Cesenában, ahol a Learn to Fly-t játszották és azt kérték, hogy a zenekar lépjen fel a városban. Az eseményről készült videó elterjedt az interneten és lenyűgözte Grohl-t. A videó eredményeként 2015. november 3-án a Foo Fighters Cesenában játszott.

### Taylor Hawkins halála és a But Here We Are (2022–jelen)
2022. március 25-én, szombaton, magyar idő szerint hajnalban a banda Twitteren megosztotta, hogy a dél-amerikai turnéjuk közepén Taylor Hawkinst egy bogotai hotelszobában holtan találták meg péntek este, órákkal azelőtt, hogy egy hatalmas koncertet adtak volna elő Kolumbia fővárosában. Taylor halála miatt kénytelenek voltak lemondani a dél-amerikai turné hátralévő koncertjeit és az Egyesült Királysági turnéjukat. Taylor Hawkins 50 éves volt. Halálának oka másnap derült ki, amikor a kolumbiai hatóságok bejelentették, hogy egy előzetes vizelet-toxikológiai vizsgálat szerint Taylor szervezetében tíz anyag volt halálakor, köztük opioidok, benzodiazepinek, triciklikus antidepresszánsok és THC.
2022. szeptember 3-án, Londonban, a Wembley Stadionban emlékkoncertet tartottak Taylor Hawkins tiszteletére. A koncert 6 órás volt, amin több, mint 50 fellépő lépett színpadra, köztük Taylor fia, Shane Hawkins, Brian May, Roger Taylor, Pink, Chad Smith, Wolf Van Halen és Brian Johnson. A koncertet szintén előadták Los Angelesben. Mindkét koncerten részt vett Josh Freese dobos.

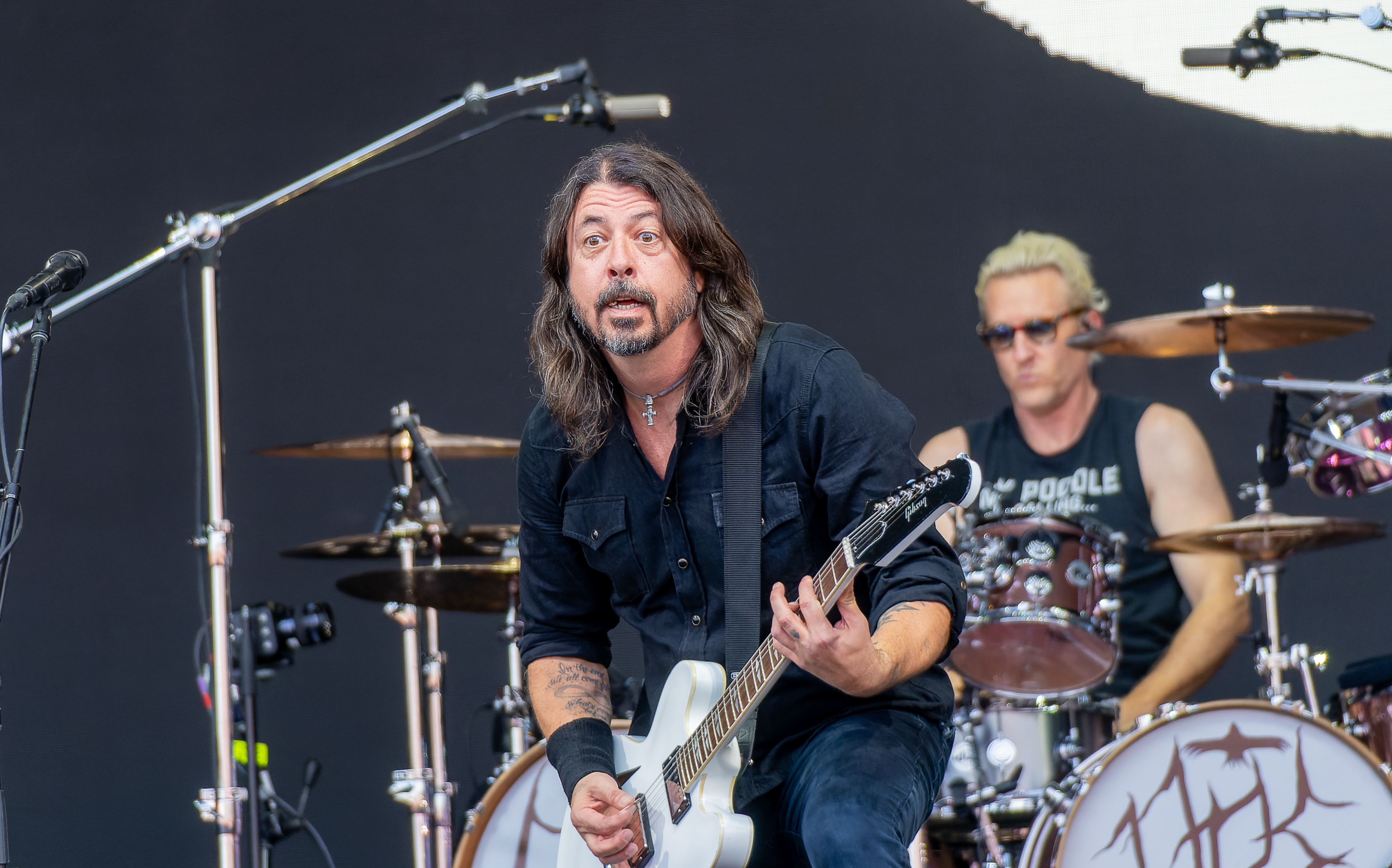
Grohl és Freese (a háttérben) a 2023-as Glastonbury Fesztiválon

2022 decemberében a zenekar megerősítette, hogy folytatják a zenélést, a zenekar nem oszlik fel Hawkins halála után. 2023 januárjától számos fesztiválfellépést jelentettek be az évre vonatkozóan. 2023. április 19-én a Foo Fighters bejelentette tizenegyedik stúdióalbumát, a But Here We Are-t, mely 2023. június 2-án jelent meg. Ugyanezen a napon, a lemez bejelentésekor jelent meg a lemez első kislemeze is, a Rescued. A stúdióalbum bejelentésekor egyelőre nem volt tisztázott, ki dobol a lemezen. A zenekar sajtóközleménye úgy jellemezte a lemezt, mint egy "teljességgel őszinte és érzelmileg nyers válasz mindenre, amin a Foo Fighters átesett az utóbbi egy év alatt". 2023. május 21-én, a zenekar közzétett egy egy órás felvételt a Veeps felületén (Foo Fighters: Preparing Music for Concerts), melyben kissé humoros módon több híres dobos megjelent, majd végül a zenekar Josh Freese dobossal gyakorol és játszik el nyolc Foo Fighters-számot (hat korábbit, két újat a következő lemezről). Ezzel a Foo Fighters bejelentette Freese-t Hawkins pótlásaként. Ennek ellenére, a felvételben Grohl és Freese a Nothing at All eljátszása után beszélget, amiből kiderül, vélhetően Grohl dobol a megjelenő lemezen, nem pedig Freese.
2025. május 16-án Josh Freese dobos Instagramon jelentette be, hogy a zenekar elbocsátotta azzal az indoklással, hogy dobosukkal "más irányba" szeretnének haladni.

## Érdekességek
- A Best of You című dalt Anastacia amerikai énekesnő újból rögzítette 2012-ben és It’s a Man’s World című rock albumán adta ki. Ez lett az album vezető kislemeze. Az énekesnő állítása szerint olyan zenéket hallgatott amelyek inspirálták őt, köztük a Foo Fighterst is, így született meg az elképzelés, hogy feldolgozza a számot.[43]
- A Foo Fighters háromszor lépett fel Magyarországon, először 1997. augusztus 20-án a Sziget Fesztiválon,[44] majd húsz évvel később, 2017. június 26-án a Papp László Budapest Sportarénában.[45][46] Harmadik alkalommal az első fellépéshez hasonlóan újra a Sziget Fesztiválon, 2019. augusztus 13-án lépett fel.[47][48]

## Tagok
Jelenlegi tagok

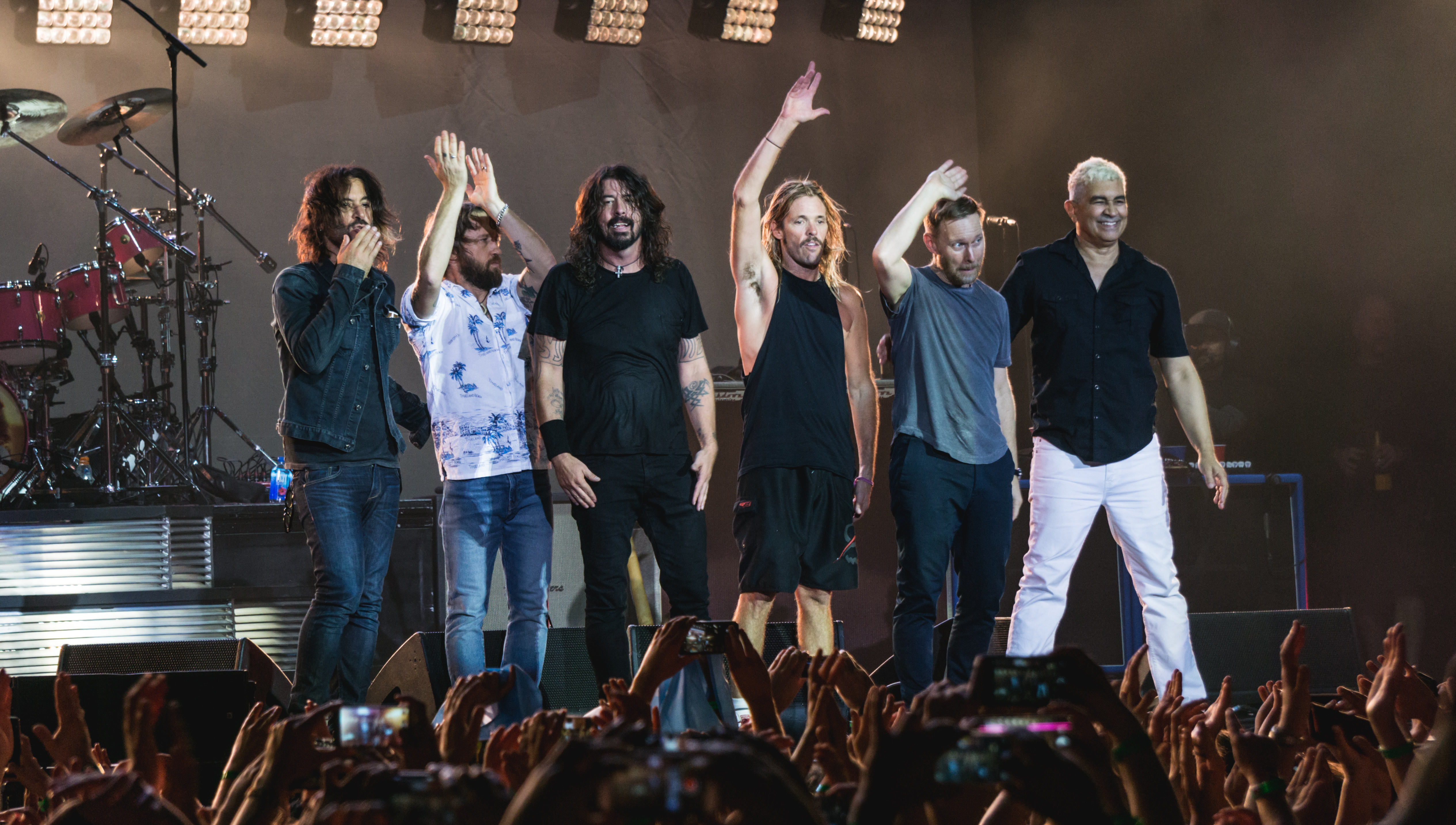
A Foo Fighters 2017-ben. Balról jobbra: Jaffee, Shiflett, Grohl, Hawkins, Mendel, Smear

- Dave Grohl – ének, gitár (1994–napjainkig)
- Nate Mendel – basszusgitár (1994–napjainkig)
- Chris Shiflett – szólógitár, háttérvokál (1999–napjainkig)
- Pat Smear – ritmusgitár (1994–1997), (2005–2010: turnék), (2010–napjainkig)
- Rami Jaffee – billentyűk, zongora, orgona, harmonika, szájharmonika, mellotron (2005–2017: turnék), (2017–napjainkig)

Korábbi tagok
- William Goldsmith – dobok, ütőhangszerek (1994–1997)
- Franz Stahl – gitár, háttérvokál (1997–1999)
- Taylor Hawkins – dob, ütőhangszerek, háttérvokál (1997–2022) (elhunyt)
- Josh Freese – dob, ütőhangszerek (2023–2025)

Turnétagok
- Petra Haden – hegedű, mandolin, háttérvokál (2005–2006)
- Drew Hester – perkusszió (2005–2008)
- Jessy Greene – hegedű, cselló, nagybőgő, háttérvokál (2007–2008)
- Barbara Gruska – háttérvokál (2017–2022)
- Laura Mace – háttérvokál (2017–2022)
- Samantha Sidley – háttérvokál (2017–2022)

## Diszkográfia

### Stúdióalbumok
- 1995 – Foo Fighters
- 1997 – The Colour and the Shape
- 1999 – There Is Nothing Left to Lose
- 2002 – One by One
- 2005 – In Your Honor
- 2007 – Echoes, Silence, Patience & Grace
- 2011 – Wasting Light
- 2014 – Sonic Highways
- 2017 – Concrete and Gold
- 2021 – Medicine at Midnight
- 2023 – But Here We Are

## Díjak

### American Music Awards
| Év   | Díj                       | Munka        | Eredmény |
| ---- | ------------------------- | ------------ | -------- |
| 2008 | Kedvenc alternatív művész | Foo Fighters | Jelölve  |
| 2011 | Kedvenc alternatív művész | Foo Fighters | Elnyerte |
| 2021 | Kedvenc rockművész        | Foo Fighters | Jelölve  |

### Brit Awards
| Év   | Díj                        | Munka                             | Eredmény |
| ---- | -------------------------- | --------------------------------- | -------- |
| 1996 | Nemzetközi áttörő együttes | Foo Fighters                      | Jelölve  |
| 1996 | Nemzetközi együttes        | Foo Fighters                      | Jelölve  |
| 2003 | Nemzetközi együttes        | Foo Fighters                      | Jelölve  |
| 2008 | Nemzetközi együttes        | Foo Fighters                      | Elnyerte |
| 2008 | Nemzetközi album           | Echoes, Silence, Patience & Grace | Elnyerte |
| 2012 | Nemzetközi együttes        | Foo Fighters                      | Elnyerte |
| 2015 | Nemzetközi együttes        | Foo Fighters                      | Elnyerte |
| 2018 | Nemzetközi együttes        | Foo Fighters                      | Elnyerte |
| 2021 | Nemzetközi együttes        | Foo Fighters                      | Jelölve  |

### Grammy-díjak
| Év   | Díj                                              | Mű                                | Eredmény |
| ---- | ------------------------------------------------ | --------------------------------- | -------- |
| 1996 | A legjobb alternatív zenei album                 | Foo Fighters                      | Jelölve  |
| 1998 | A legjobb rockalbum                              | The Colour and the Shape          | Jelölve  |
| 1998 | A legjobb hard rock teljesítmény                 | Monkey Wrench                     | Jelölve  |
| 2001 | A legjobb rockalbum                              | There Is Nothing Left to Lose     | Elnyerte |
| 2001 | A legjobb videóklip                              | Learn to Fly                      | Elnyerte |
| 2001 | A legjobb rock duó vagy énekes együttes előadása | Learn to Fly                      | Jelölve  |
| 2003 | A legjobb hard rock teljesítmény                 | All My Life                       | Elnyerte |
| 2003 | A legjobb rockdal                                | All My Life                       | Jelölve  |
| 2004 | A legjobb rockalbum                              | One by One                        | Elnyerte |
| 2006 | A legjobb rockalbum                              | In Your Honor                     | Jelölve  |
| 2006 | A legjobb Surround Sound album                   | In Your Honor                     | Jelölve  |
| 2006 | A legjobb rockdal                                | Best of You                       | Jelölve  |
| 2006 | A legjobb rock duó vagy énekes együttes előadása | Best of You                       | Jelölve  |
| 2006 | A legjobb popénekesi együttműködés               | Virginia Moon (Norah Jones-szal)  | Jelölve  |
| 2008 | A legjobb rockalbum                              | Echoes, Silence, Patience & Grace | Elnyerte |
| 2008 | Az év albuma                                     | Echoes, Silence, Patience & Grace | Jelölve  |
| 2008 | A legjobb hard rock teljesítmény                 | The Pretender                     | Elnyerte |
| 2008 | Az év felvétele                                  | The Pretender                     | Jelölve  |
| 2008 | A legjobb rockdal                                | The Pretender                     | Jelölve  |
| 2012 | Az év albuma                                     | Wasting Light                     | Jelölve  |
| 2012 | A legjobb rockalbum                              | Wasting Light                     | Elnyerte |
| 2012 | A legjobb rock előadás                           | Walk                              | Elnyerte |
| 2012 | A legjobb rockdal                                | Walk                              | Elnyerte |
| 2012 | A legjobb hard rock/metal teljesítmény           | White Limo                        | Elnyerte |
| 2012 | A legjobb hosszú videóklip                       | Back and Forth                    | Elnyerte |
| 2016 | A legjobb rock teljesítmény                      | Something from Nothing            | Jelölve  |
| 2016 | A legjobb zenei film                             | Foo Fighters: Sonic Highways      | Jelölve  |
| 2018 | A legjobb rock teljesítmény                      | Run                               | Jelölve  |
| 2018 | A legjobb rockdal                                | Run                               | Elnyerte |
| 2022 | A legjobb rock teljesítmény                      | Making a Fire                     | Elnyerte |
| 2022 | A legjobb rockdal                                | Waiting on a War                  | Elnyerte |
| 2022 | A legjobb rockalbum                              | Medicine at Midnight              | Elnyerte |
| 2024 | A legjobb rock teljesítmény                      | Rescued                           | Jelölve  |
| 2024 | A legjobb rockdal                                | Rescued                           | Jelölve  |
| 2024 | A legjobb rockalbum                              | But Here We Are                   | Jelölve  |

### Kerrang! Awards
| Év   | Díj                          | Munka        | Eredmény |
| ---- | ---------------------------- | ------------ | -------- |
| 2000 | Klasszikus Dalszerzők        | Foo Fighters | Elnyerte |
| 2002 | A Hírnév Csarnoka            | Foo Fighters | Elnyerte |
| 2005 | A Legjobb Kislemez           | Best of You  | Elnyerte |
| 2018 | A Legjobb Nemzetközi Zenekar | Foo Fighters | Elnyerte |
| 2018 | A Legjobb Nemzetközi Fellépő | Foo Fighters | Elnyerte |

### MTV Ausztráliai Zenei Díjátadó
| Év   | Díj                        | Munka                                      | Eredmény |
| ---- | -------------------------- | ------------------------------------------ | -------- |
| 2006 | A legjobb album            | In Your Honor                              | Jelölve  |
| 2006 | A legjobb együttes videója | Best of You                                | Jelölve  |
| 2006 | A legjobb rock videó       | Best of You                                | Jelölve  |
| 2008 | Az év videója              | The Pretender                              | Jelölve  |
| 2008 | A legjobb előadó           | Echoes, Silence, Patience, and Grace Turné | Jelölve  |

### MTV Európai Zenei Díjátadó
| Év   | Díj                             | Munka         | Eredmény |
| ---- | ------------------------------- | ------------- | -------- |
| 2000 | A legjobb videó                 | Learn to Fly  | Jelölve  |
| 2000 | A legjobb rock előadó           | Foo Fighters  | Jelölve  |
| 2005 | A legjobb rock előadó           | Foo Fighters  | Jelölve  |
| 2007 | A legjobb élő zenekar           | Foo Fighters  | Jelölve  |
| 2007 | A legjobb videó                 | The Pretender | Jelölve  |
| 2008 | A legjobb élő zenekar           | Foo Fighters  | Jelölve  |
| 2009 | A legjobb rock előadó           | Foo Fighters  | Jelölve  |
| 2011 | A legjobb rock előadó           | Foo Fighters  | Jelölve  |
| 2011 | A legjobb előadó                | Foo Fighters  | Jelölve  |
| 2011 | A legjobb észak-amerikai előadó | Foo Fighters  | Jelölve  |
| 2015 | A legjobb rock előadó           | Foo Fighters  | Jelölve  |
| 2015 | A legjobb élő zenekar           | Foo Fighters  | Jelölve  |
| 2017 | A legjobb rock előadó           | Foo Fighters  | Jelölve  |
| 2017 | A legjobb színpadi fellépés     | Foo Fighters  | Jelölve  |
| 2017 | A legjobb videó                 | Run           | Jelölve  |
| 2018 | A legjobb rock előadó           | Foo Fighters  | Jelölve  |
| 2021 | A legjobb rock előadó           | Foo Fighters  | Jelölve  |
| 2022 | A legjobb rock előadó           | Foo Fighters  | Jelölve  |

### MTV Videó Zenei Díjátadó
| Év   | Díj                                            | Videó         | Eredmény |
| ---- | ---------------------------------------------- | ------------- | -------- |
| 1996 | A Legjobb Csapatvideó                          | Big Me        | Elnyerte |
| 1996 | Az Év Videója                                  | Big Me        | Jelölve  |
| 1996 | A Legjobb Alternatív Zenei Videó               | Big Me        | Jelölve  |
| 1996 | A Legjobb Rendezés                             | Big Me        | Jelölve  |
| 1997 | A Legjobb Rock Videó                           | Monkey Wrench | Jelölve  |
| 1997 | A Legjobb Alternatív Zenei Videó               | Monkey Wrench | Jelölve  |
| 1998 | A Legjobb Rock Videó                           | Everlong      | Jelölve  |
| 1998 | A Legjobb Speciális Effektek                   | Everlong      | Jelölve  |
| 1998 | A Legjobb Művészi Rendezés                     | Everlong      | Jelölve  |
| 2000 | A Legjobb Csapatvideó                          | Learn to Fly  | Jelölve  |
| 2000 | A Legjobb Rendezés                             | Learn to Fly  | Jelölve  |
| 2005 | A Legjobb Rock Videó                           | Best of You   | Jelölve  |
| 2005 | A Legjobb Vágás                                | Best of You   | Jelölve  |
| 2008 | A Legjobb Rock Videó                           | The Pretender | Jelölve  |
| 2009 | A Legjobb Videó (Aminek nyernie kellett volna) | Everlong      | Jelölve  |
| 2011 | A Legjobb Rock Videó                           | Walk          | Elnyerte |

### MTV Videó Zenei Díjátadó Japán
| Év   | Díj                  | Munka         | Eredmény |
| ---- | -------------------- | ------------- | -------- |
| 2003 | A Legjobb Rock Videó | All My Life   | Jelölve  |
| 2008 | A Legjobb Rock Videó | The Pretender | Jelölve  |

### NME Awards
| Év   | Díj                        | Munka                             | Eredmény |
| ---- | -------------------------- | --------------------------------- | -------- |
| 2008 | Az év legjobb albuma       | Echoes, Silence, Patience & Grace | Elnyerte |
| 2011 | Godlike Genius Award       | Dave Grohl                        | Elnyerte |
| 2012 | Legjobb nemzetközi zenekar | Foo Fighters                      | Elnyerte |
| 2012 | Legjobb zenei film         | Back and Forth                    | Elnyerte |
| 2013 | Legjobb nemzetközi zenekar | Foo Fighters                      | Jelölve  |
| 2013 | Az év hőse                 | Dave Grohl                        | Jelölve  |
| 2015 | Legjobb nemzetközi zenekar | Foo Fighters                      | Elnyerte |
| 2016 | Legjobb nemzetközi zenekar | Dave Grohl                        | Jelölve  |
| 2016 | Az év hőse                 | Dave Grohl                        | Elnyerte |
| 2016 | Legjobb nemzetközi zenekar | Foo Fighters                      | Jelölve  |